# Феодоровская церковь (Киров)
Храм Феодоровской иконы Божией Матери — утраченный православный храм в городе Кирове (Вятке). Был построен в начале улицы Морозовской в 1913—1915 годах в Неорусском стиле в честь 300-летия дома Романовых. Разрушен коммунистами в 1962 году. 
С 27 мая 2025 года идёт строительство на прежнем месте и в прежнем виде.

## История

### Первый храм
Церковь построена по проекту архитектора Ивана Чарушина. Заложена в 1913 году на улице Морозовской. «Вятские епархиальные ведомости» сообщали в 1915 году, что «новый храм строится в память 300-летия дома Романовых. Место для него выбрано весьма удачно. Расположенный на весьма высоком берегу реки Вятки (близ арестантских рот), он будет виден на десяток вёрст кругом. В то же время он удовлетворит давно назревшую потребность в храме на северной окраине города Вятки, доселе храма лишённой». В 1915 году храм освятили в честь Феодоровской иконы Божией Матери — покровительницы Русского государства и Царского Дома Романовых.
В архитектуре Феодоровской церкви заметно влияние новгородского и псковского храмового зодчества: строгий облик здания, щипцовые фронтоны, звонница вместо колокольни. Небольшой по размеру храм смотрится устремлённым в небо, а декоративные маковки похожи на языки пламени.
В 1929 храм был закрыт советскими властями и переоборудован под общежитие. В 1946 году его вернули Церкви, в храме ежечасно проводили отпевания умерших от голода людей. Богослужения проходили до 1962 года, когда церковь закрыли в ходе хрущёвской антирелигиозной кампании.
В октябре 1962 года по приказу горисполкома уникальный храм взорвали и затем разрушили. Обломками храма замостили улицу Розы Люксембург.
В 1974 году коммунисты решили возвести на месте храма памятник, торжественно заложили в его основание капсулу с бюстами Ленина и Кирова, и посланием «будущему поколению от пионеров прошлого». После закладки в этом месте более 30 лет был пустырь.

### Второй храм
В 2007 году на месте разрушенного храма построили деревянную Фёдоровскую церковь — копию Владимирской церкви в резиденции президента России на Валдае.
Новая церковь сгорела 25 января 2023 года. 30 января губернатор Александр Соколов поднял вопрос о восстановлении церкви в первоначальном виде.
8 апреля на месте сгоревшего храма, на старом его фундаменте, был установлен и освящён Поклонный крест и памятная табличка, гласящая о возведении летом 2023 года нового храма. Чин освящения возглавил митрополит Вятский и Слободской Марк.

### Третий храм
Вскоре после пожара было принято решение восстанавливать храм в камне, по проекту Ивана Чарушина 1913 года. В течение двух лет происходил сбор средств на восстановительные работы и подготовка к строительству. 27 мая 2025 года начались строительные работы. Капсулу времени перенесли в краеведческий музей, на месте будущего храма был вырыт котлован. Заявленная дата окончания стройки — 5 декабря 2025 года.
1 июля 2025 года улица Розы Люксембург вернула историческое название Морозовская. Третья Феодоровская церковь будет стоять не только на прежнем месте, но и на улице с прежним названием.